# Station Elmers End
Elmers End is een spoorwegstation van National Rail in Elmers End in de London Borough of Bromley in het zuidoosten van Groot-Londen, Engeland. Het station is eigendom van Network Rail en wordt beheerd door Southeastern. Het station is ook een halte van Tramlink.

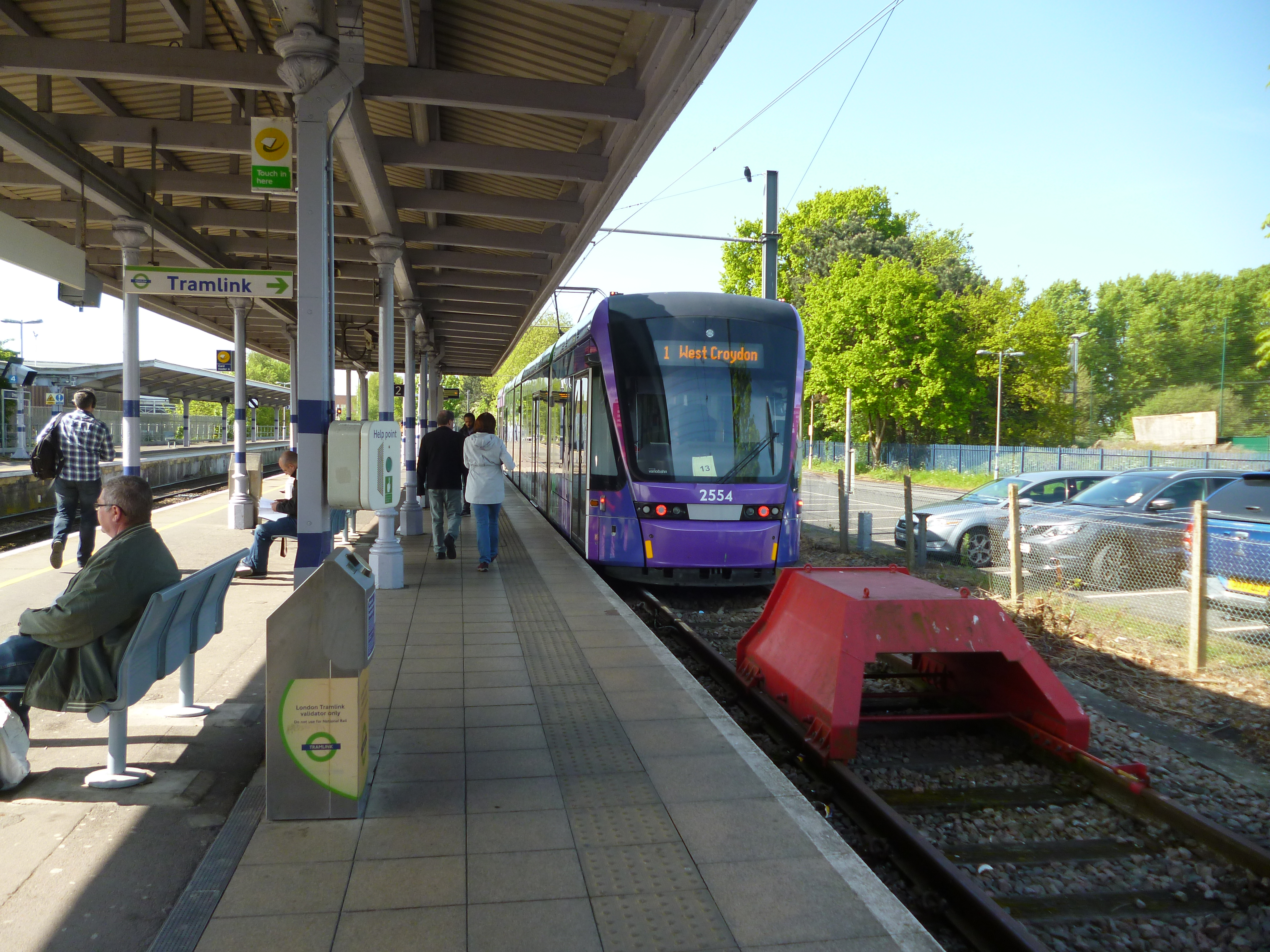
Rechts tramhalte, links sporen National Rail